# Rebeca Nuez Suárez
Rebeca Nuez Suárez (Las Palmas de Gran Canaria, 10 de noviembre de 1998) es una violinista española de Música Clásica.

## Primeros pasos
Nacida en una familia de músicos, comenzó sus estudios de violín a los seis años con su tío, miembro de la Orquesta Filarmónica de Gran Canaria, la principal orquesta sinfónica de las Islas Canarias y orquesta residente del Auditorio Alfredo Kraus, en Gran Canaria.
En el escenario desde los siete años, debutó como solista con la Joven Orquesta de Gran Canaria bajo la dirección de Zdzislaw Tytlak.
Durante su adolescencia participó en diversos conciertos de música folclórica canaria junto a sus padres.

## Formación
Se formó como violinista bajo la dirección de su tío en la Academia de la Orquesta Filarmónica de Gran Canaria mientras asistía al instituto de secundaria IES Pérez Galdos. 
Se mudó a los Países Bajos para continuar su educación en Codarts University for the Arts, en Róterdam. Al año siguiente prosiguió sus estudios en el Conservatorio de Maastricht, donde se graduó con un Bachelor of Arts. Continuó sus estudios de máster en el prestigioso Royal College of Music de Londres. Continuó después sus estudios de posgrado en Guildhall School of Music and Drama y la Universidad de Leeds, comenzando un doctorado artístico interdisciplinar.

## Carrera
En mayo de 2017, Nuez Suárez recibió una invitación para actuar como artista invitada en la gala benéfica anual Cinémoi durante la 70.ª edición del Festival de Cine de Cannes.
También participó en el concierto benéfico dirigido por Björn Bus para celebrar el décimo aniversario de la organización cultural holandesa Stichting Muziek Jong voor Oud en junio de 2017. El Maestro Björn Bus más tarde invitó a Rebeca a actuar en el tradicional concierto anual de Navidad en Sint Petruskerk en Sittard, en diciembre de 2017.
Nuez Suárez ha manifestado su afición por la música clásica contemporánea y su interés en colaborar con compositores en activo. En 2018, su grabación de la pieza "Alone" para violín solista, compuesta por la compositora española Laura Vega, tuvo un lanzamiento comercial internacional en todas las plataformas digitales convencionales.
En 2018, la plataforma internacional Young Classicals, una entidad cultural sin ánimo de lucro que promueve a jóvenes solistas en Europa, la invitó a grabar dos videos con obras de Eugene Ysaÿe y Maurice Ravel.
Nuez Suárez hizo historia en España al emerger en 2019 como la primera artista de música clásica en lanzar un video musical distribuido por la plataforma Vevo, y fue alabada por la revista Melómano Digital por "abrir un nuevo camino en la difusión de la música clásica". 
Nuez Suárez fue seleccionada como 'Estrella Emergente' en verano de 2023 por la BBC Music Magazine. A raíz de la publicación en 2022 de su videoclip interpretando la Chacona, de la Partita para violín solo n.º 2 de Johann Sebastian Bach, fue alabada por la revista Notion como "artista de gran sensibilidad", y por la revista Flaunt como "una intérprete de creatividad excepcional". 
Nuez Suárez recibió en 2024 el premio a "Mejor Labor en Música Clásica" en la sexta edición de los Premios Canarios de la Música. Nuez Suárez también fue nominada a este galardón en la misma categoría en el año 2023.
En diciembre de 2016, Nuez Suárez fue descubierta por el director de cine británico Brian Skeet, que contrató a Nuez Suárez para participar en la película “The Spanish Version” como protagonista.
En la 70.ª edición del Festival de Cannes, Skeet dijo de ella: "Realmente creo que la pasión que muestra por la música se verá en la película. [...] Celebramos el talento fresco y las caras nuevas, y puedo afirmar que no puedo pensar en nadie a quien quiera celebrar más que a esta joven artista ".Skeet paralizó el proyecto por problemas de salud tras varios meses de desarrollo, y la película no llegó a realizarse.